# 刘振来
刘振来（1949年—），回族，北京通州人，中国人民解放军高级将领。
1968年2月参加中国人民解放军。1968年10月加入中国共产党。2003年，接替蒲荣祥，担任北京军区空军政治委员。1995年晋升空军少将军衔，2005年晋升空军中将军衔。担任中共第十七届中央候补委员，第十二届全国人大常委会委员、全国人大民族委员会委员。